# Teletzes da Bulgária
Teletzes (em grego medieval: Τελέτζης; em búlgaro: Телец; romaniz.: Telets) foi um cã búlgaro entre 762 e 765. De acordo com a Nominália dos Cãs Búlgaros, Teletzes reinou por três anos "no lugar de outro" e era membro do clã Ugain, informações que são corroboradas pelas fontes bizantinas, indicam que Teletzes teria substituídos os cãs legítimos da Bulgária. Estas mesmas fontes descrevem o cã como sendo corajoso e enérgico, no auge de sua virilidade aos trinta anos. 

## História
Os acadêmicos conjecturam que ele deve ter pertencido à facção anti-eslava da nobreza búlgara. Depois de sua ascensão, Teletzes liderou um exército bem armado e bem treinado contra o Império Bizantino e devastou toda a região fronteiriça, provocando o imperador a reagir. Constantino V Coprônimo marchou para o norte em 16 de junho de 763 liderando um exército e enviou outro a bordo de 800 navios (cada um levando infantaria e 12 cavaleiros) com o objetivo de criar um movimento de pinça para cercar os búlgaros.
Teletzes primeiro fortificou os passos de montanha com suas próprias tropas apoiadas por cerca de 20 000 auxiliares eslavos. Porém, logo depois ele mudou de ideia e liderou suas tropas para a planície de Anquíalo (Pomorie) em 30 de junho. A sangrenta Batalha de Anquíalo começou no meio da manhã e se estendeu até o pôr-do-sol. No final, Teletzes havia sido abandonado pelos seus auxiliares eslavos, que desertaram para imperador, o vencedor do dia. Inexplicavelmente, Constantino não perseguiu a vitória e resolveu voltar para casa para realizar um triunfo, no qual ele desfilou seus prisioneiros búlgaros para o deleite da população de Constantinopla.
A derrota selou o destino de Teletzes, que foi linchado juntamente com seus aliados pelos seus rebeldes súditos.
A compilação do século XVII dos búlgaros do Volga, Ja'far Tarikh, uma obra cuja autenticidade é disputada, apresenta Teles (Teletzes) como o filho de Corimdezes (Cormiso), o que contradiz a Nominália, segundo a qual Teletzes seria do clã Ugain enquanto que Cormiso era do clã Vokil. A Ja'far Tarikh alega que Teletzes foi morto lutando contra os aliados de seu sucessor Sabino.